# 托馬什皮爾

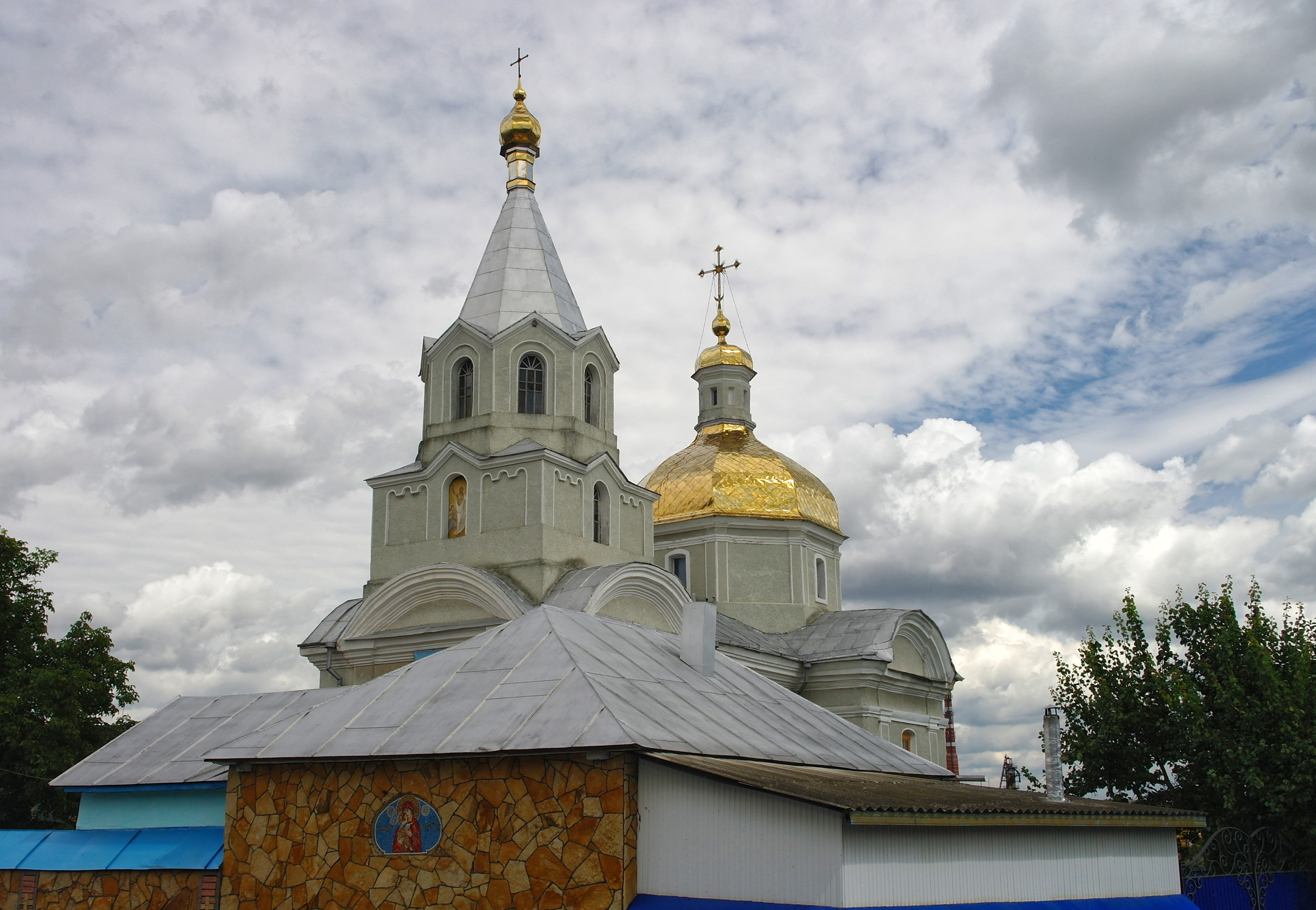
教堂

托马什皮尔（羅馬化：Tomashpil），又按俄语名译为托马什波尔，是烏克蘭西部文尼察州的鎮，曾為原托馬什皮爾區的区府，現由圖利欽區托馬什皮爾市鎮管轄。距離瓦普尼亞爾卡19公里，面積3.46平方公里，2005年人口5,944人，人口密度每平方公里1,717.9人。

## 備註
1. ↑  俄語：

## 外部連結
- Погода у Томашполі （页面存档备份，存于）
- Томашпіль — Інформаційно-пізнавальний портал | Вінницька область у складі УРСР （页面存档备份，存于）